# Pietro Cavallini

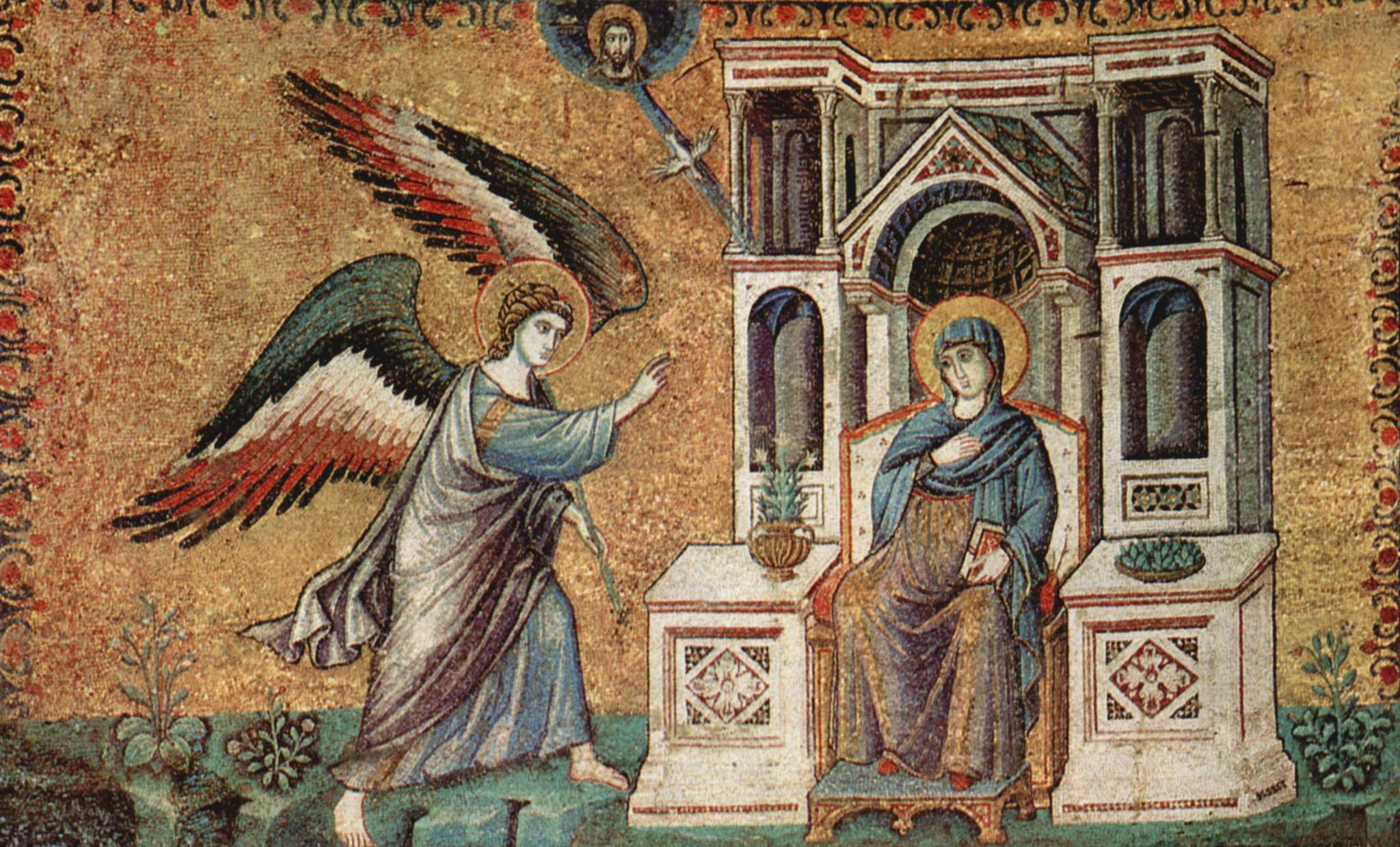
Annunciatie, mozaïek in de Santa Maria in Trastevere (circa1291)

Pietro Cavallini (1259–1330) was een Italiaanse kunstschilder en ontwerper van mozaïeken. Hij behoort tot de Romeinse school van de protorenaissance van het Trecento. Hij werkte in een klassieke byzantinistische stijl en lijkt invloed te hebben gehad op de werken van Giotto. 
Tot zijn werken behoren de aquarel Jaël en Tisseran (datum onbekend, het werk bevindt zich in het San Francisco Museum of Fine Arts), in Rome de koormozaïeken Het Leven van de Maagd (1291) in de Santa Maria in Trastevere en de wandschildering Het Laatste Oordeel (1293) in de Santa Cecilia in Trastevere. Karel II van Napels haalde hem omstreeks 1308 naar Napels. Daar schilderde hij fresco's (1310-1320) in de Duomo, in de San Domenico Maggiore (fresco De Kruisiging in de Brancacciokapel, 1308) en in de Santa Maria Donnaregina Vecchia (1317). 
- Catàleg d'autoritats de noms i títols de Catalunya: 981058614880306706
- Gemeinsame Normdatei: 118872583
- International Standard Name Identifier: 0000 0000 8168 3501
- Library of Congress Control Number: nr89006034
- Nationale bibliotheek van Australië: 35205505
- Nationale Bibliotheek van Israël: 987007462691505171
- Nederlandse Thesaurus van Auteursnamen: 070992320
- RKD-Nederlands Instituut voor Kunstgeschiedenis: 16023
- Istituto Centrale per il Catalogo Unico: RAVV021571
- LIBRIS: 182777
- Système universitaire de documentation: 064827356
- Trove: 864404
- Union List of Artist Names: 500031569
- Virtual International Authority File: 77113562
- WorldCat: E39PCjGqxjx93vHCDTyvbbMGjK